# Barzilovica
Barzilovica es un pueblo ubicado en la municipalidad de Lazarevac, en el distrito de Belgrado, Serbia.

## Superficie
Posee una superficie de 17,41 kilómetros cuadrados.

## Demografía
Hasta 2011 la población era de 844 habitantes, con una densidad de población de 48,48 habitantes por kilómetro cuadrado.